# Euphorbia delphinensis
Euphorbia delphinensis es una especie fanerógama perteneciente a la familia Euphorbiaceae. 

## Distribución
Es endémica de Madagascar donde está tratada en peligro de extinción por pérdida de hábitat.
Esta especie es poco conocida.  La ubicación exacta del tipo de espécimen es imprecisa, pero Rauh (1995) afirma que la especie crece en Vinanibe. El número de plantas y área de ocupación de esta especie son desconocidos, sin embargo, esta especie es probable que se límite a la zona de Vinanibe, muy cerca de la ciudad de Fort-Dauphin.

## Taxonomía
Euphorbia delphinensis fue descrita por Ursch & Leandri y publicado en Mémoires de l'Institut Scientifique de Madagascar, Série B, Biologie Végétale 5: 166, pl. 48. 1954.
Etimología
Euphorbia: nombre genérico que deriva del médico griego del rey Juba II de Mauritania (52 a 50 a. C. - 23), Euphorbus, en su honor – o en alusión a su gran vientre –  ya que usaba médicamente Euphorbia resinifera. En 1753 Carlos Linneo asignó el nombre a todo el género.
delphinensis: epíteto latino que significa 